# Нечаїв
Нечаї́в — село в Україні, у Дмитрівській селищній громаді Ніжинського району Чернігівської області. Постійного населення немає.

## Географія
Село розташоване на північний схід від села Гайворон. Коло села великі торф'яники.

## Історія
Засноване на початку 18 століття представником Прилуцької полкової старшини. Належало до Гайворонського козацького куреня Голінської сотні. Перша писемна згадка - 1751 рік.

## Теперішній стан
- 2006 — постійне населення складало 12 осіб;
- 2009 — майже до самого села прокладено якісну асфальтову дорогу;
- 18 жовтня 2012 — у селі згоріла одна з двох жилих хат, у якій від вогню загинув чоловік середнього віку і жінка 90 років;
- осінь 2013 — постійного населення немає.

У Нечаєві доглянутий цвинтар, куди прибувають корінні мешканці на проводи.

## Населення

### Мова
Розподіл населення за рідною мовою за даними перепису 2001 року:
| Мова       | Кількість | Відсоток |
| ---------- | --------- | -------- |
| українська | 11        | 91.67%   |
| російська  | 1         | 8.33%    |
| Усього     | 12        | 100%     |